# Puente del Milenario
El puente del Milenario de Cataluña es un puente pórtico mixto con pilas estructurales de hormigón blanco, situado en la ciudad de Tortosa (provincia de Tarragona, Cataluña, España), que cruza el río Ebro. 

## Descripción general
El puente empezó a construirse en el año 1983 y fue inaugurado cinco años más tarde, en el año 1988.
Tiene una longitud de 384 metros, un ancho de 17,7 metros y la luz principal tiene 180 metros. La altura respecto al río es de 22 metros. Está formado por tres aperturas sujetas sobre dos grandes soportes de hormigón blanco pretensado en forma de «T», a los que se unen en continuidad con los dinteles. Por encima del puente, hay dos carriles por sentido de circulación, así como aceras para los peatones a ambos lados del puente.
Con la luz principal de 180 m, mantuvo el récord del mundo de puentes mixtos hasta el año 1991. Es considerada una de las mayores estructuras hiperestáticas del país. Es una obra de los ingenieros José Antonio Fernández Ordóñez y Julio Martínez Calzón.

## Información específica
El tipo de acero utilizado es acero ENSACOR autorresistente resistente a la corrosión. La sección transversal resistente está formada por una pieza mixta, de sección metálica, de manera trapecial semiabierta, de 11 m de altura en la base superior y 6 m en la inferior, completada con una losa de hormigón, de 25 cm de espesor, de la anchura total de la plataforma, 17,7 m, conectada con un perfil longitudinal.
Toda la estructura, excepto las losas del tablero, presenta un potente pretensado, básicamente isostático, constituido por varias familias de cables. Las zapatas sobre las que están cimentadas las pilas del puente miden 26 x 18 x 4,5 m.

## Materiales utilizados
- Hormigón blanco (estructura del puente): 0,528 m ^ 3 / ml
- Acero estructural (Ensacor D): 163,4 kg / m ^ 2
- Acero estructural (A42 b): 21,2 kg / m ^ 2
- Acero de pretensar (A 160/180): 28,4 kg / m ^ 2